# 气旋格温达
強烈熱帶氣旋格温達（英語：Severe Tropical Cyclone Gwenda）是与气旋伊尼戈持平并成为澳洲地区热带气旋季有记录以来气压最强烈的气旋，气旋马希纳可能除外。 氣壓為900毫巴，是1999年世界範圍內最強烈的風暴。1999年4月2日在阿拉弗拉海形成熱帶擾動，格溫達的前兆緩慢向西移動，並逐漸變得更有組織。 4月4日，系統發展為一級熱帶氣旋，並命名為格温達。次日開始爆發性增強，在4月7日早些時候結束的30小時跨度內，風暴的最大10分鐘持續風速從75公里/小時（45英里/小時）上升到225公里/小時（140英里/小時） )，其氣壓下降到900毫巴。聯合颱風警报中心報告說，風暴已經達到薩菲爾-辛普森飓風級別的高端四級熱帶氣旋。
增強的風切變和前進速度的加速導致格温達迅速減弱。在達到峰值後不到18小時，風暴在西澳大利亞黑德蘭港以東約45公里（28英里）處登陸，風速為100公里/小時（60英里/小時）。上岸後，格溫達突然停轉，然後於4月8日消散。雖然它曾經是一場極其強烈的氣旋，但導致其惡化的因素也避免了重大損失。風暴的降雨量達到峰值205毫米（8.1英寸）。報告了輕微的結構損壞，僅記錄到局部洪水。在使用之後，格溫達這個名字在本風季結束時被除名。

## 氣象歷史
強烈熱帶氣旋格溫達源於4月1日在阿拉弗拉海形成的微弱熱帶擾動。系統向西漂移，逐漸組織得更好，並於4月2日早些時候，澳洲氣象局將其歸類為熱帶低氣壓。在接下來的兩天裡，低點繼續成熟； 4月4日，氣象局將其升級為一級氣旋並命名為格温達。大約在同一時間，聯合颱風警报中心發布了熱帶氣旋形成警報，因為深對流集中在環流中心周圍，系統的外流量顯著改善。位於中低風切變環境中，預計風暴將增強。
到4月5日，聯合颱風警报中心開始發布關於格溫達的警告，將其歸類為弱熱帶風暴，並將其指定為32S氣旋。. 為響應南邊的亞熱帶[[|脊|高壓]]脊而向西南方向移動， 格溫達開始迅速加強 前向運動明顯減弱，轉向正南，然後向東南彎曲， 在30小時的跨度內，風暴中心周圍的最大風速從75公里/小時（45英里/小時）增加到225公里/小時（140英里/小時）。氣壓下降了90毫巴，使格溫達成為有記錄以來最快增強的風暴之一。在4月7日強化階段結束時，氣象局將風暴歸類為五級氣旋氣旋，這是本季的第三個氣旋，氣壓為900毫巴。 ，聯合颱風警报中心還報告強度大幅增加，格温達將歸類為薩菲爾-辛普森颶風級別的高端四級热带气旋，持續1分鐘風速為240公里/小時（150英里/小時。

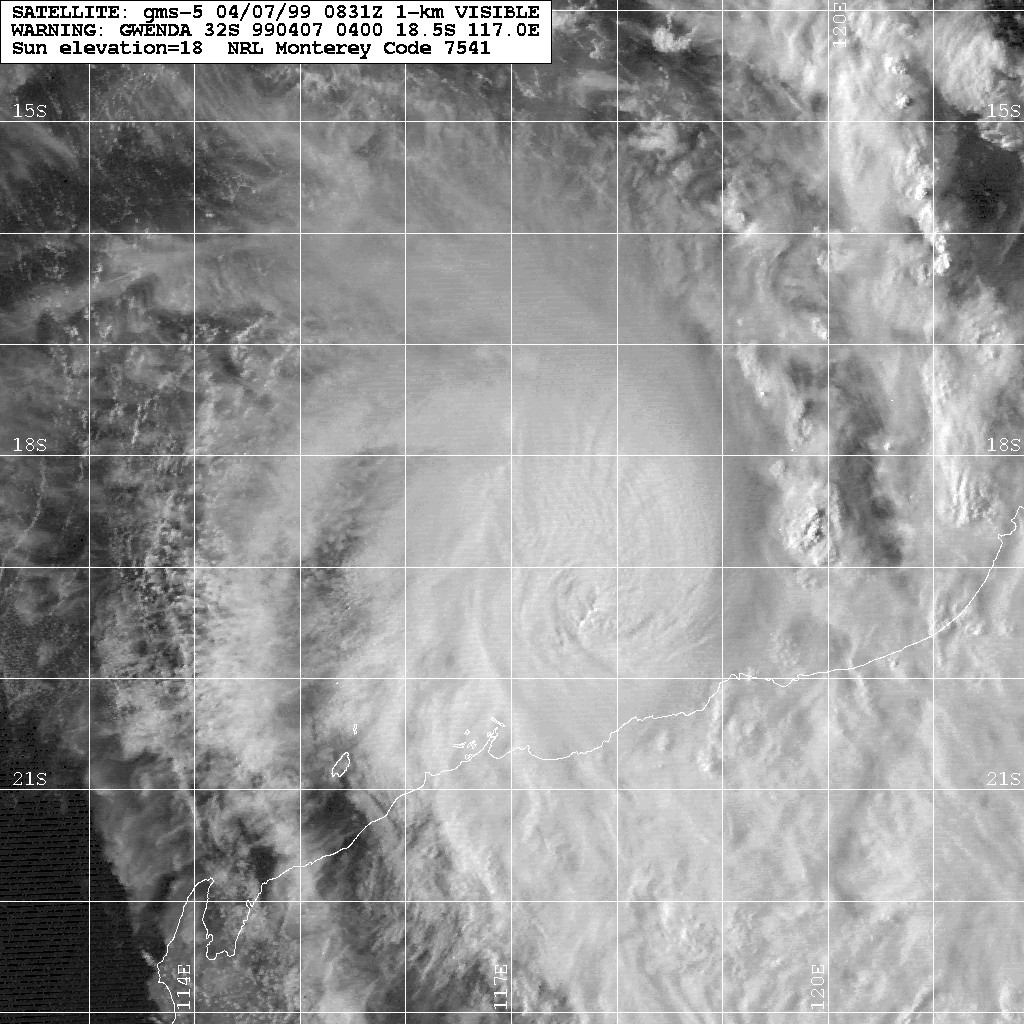
4月7日接近登陸的氣旋格溫達

達到峰值強度後，格温达顯示出清晰的30公里（19英里）風眼，周圍環繞著深層對流。 此時，一些監測衛星估計它的風速達到了260公里/小時（160英里/小時），相當於五級颶風。當格温達處於活躍狀態時，氣象局表示其強度達到峰值，風速為215公里/小時（135英里/小時），气压為915毫巴。 達到這一強度數小時後，增加的風切變開始影響氣旋，導致對流拉長，風眼變得模糊。隨著格溫達轉向東南朝向皮爾巴拉海岸線，開始迅速減弱.隨著格溫達轉向東南朝向皮尔布拉海岸線慢慢的減弱。
氣旋在接近西澳大利亚時繼續惡化，聯合颱風警报中心對流在其中心前方發生位移。除了風切變外，格溫達的前進速度突然增加，導致進一步的混亂。4月7日晚，格溫達中心在黑德蘭港以東約45公里（28英里）處以二級热带氣旋登陸，風速為100公里/小時（60英里/小時）。聯合颱風警报中心估計風暴在登陸時略強，風速接近120公里/小時（75英里/小時。進入內陸後不久，聯合颱風警报中心發布了關於減弱風暴的最終建議。澳洲氣象局繼續監測格温达，因為它突然停在岸上。然而，由於高風切變，與格溫達相關的對流繼續向東南流動。風暴的殘餘持續了幾個小時，然後於4月8日早些時候消散。
澳洲氣象局使用10分鐘持續風速，而聯合颱風警报中心使用1分鐘持續風速。 澳洲氣象局對格温达的峰值強度為225公里/小時（140英里/小時）持續10分鐘，或260公里/小時（160英里/小時）持續一分鐘。.聯合颱風警报中心對格温达的峰值強度為240公里/小時（150英里/小時）持續一分鐘，或220公里/小時（135英里/小時）持續10分鐘。

## 防響措施，影響和善後
| 排名             | 名称   | 年份 | 最低气压 毫巴（百帕） |
| ---------------- | ------ | ---- | --------------------- |
| 1                | 格温达 | 1999 | 900                   |
| 1                | 伊尼戈 | 2003 | 900                   |
| 3                | 乔治   | 2007 | 902                   |
| 4                | 奥森   | 1989 | 904                   |
| 5                | 馬库斯 | 2018 | 905                   |
| 6                | 西奥多 | 1994 | 910                   |
| 6                | 万斯   | 1999 | 910                   |
| 6                | 费伊   | 2004 | 910                   |
| 6                | 格伦达 | 2006 | 910                   |
| 来源：澳洲气象局 |        |      |                       |

兩週前已經受到气旋萬斯的影響，埃克斯茅斯40%的房屋已被摧毀或嚴重損壞，西澳大利亞州的居民注意了即將到來的颶風的警告。到4月6日，氣象局已針對黑德蘭港和埃克斯茅斯之間的地區發布風暴警告。 整個受威脅地區的國家緊急服務部門都處於高度戒備狀態。幾個海上石油平台於4月6日關閉並撤離，直到4月15日才重新開放。.風暴登陸前幾個小時，國家緊急服務部門表示“格溫達可能具有颶風萬斯的破壞力”，並敦促居民尋求適當的避難所。. 風暴來襲前不久，西澳大利亞氣象局局長 Len Broadbridge 宣布：“黑德蘭港現在處於嚴重危險之中。"
儘管气旋強度很大，但其影響相對較小。在黑德蘭港記錄到的風速高達100公里/小時（62英里/小時），導致輕微的結構損壞。 黑德蘭港警方報告稱，一棟房屋嚴重受損，但沒有人員傷亡。.緊急救援人員被派往澳大利亞西北海岸協助清理受損地區，但未發現風暴造成“重大事故”或重大損失。 一群五人在內陸野營旅行時被風暴困住，大雨將他們的車輛沖走。該組織“本會滅亡”，但其中一名成員連續二十四小時徒步前往錳礦，在那裡他聯繫了救援人員。
在12小時的跨度內，黑德蘭港記錄了86毫米（3.4英寸）的降雨，遠高於4月平均降水總量23毫米（0.91英寸）。 澳大利亞皮爾巴拉地區的城鎮遭遇強降雨，某些地方的降雨量達到130毫米（5.1英寸）。卡林迪的降雨量最大，為205毫米（8.1英寸）它的雨導致局部洪水氾濫，尤其是在Nullagine，穿過城鎮的河流斷了堤岸。降雨導致西澳大利亞北部長期降溫，導致4月大部分時間氣溫低於平均水平。
在巅峰时期，格溫達是有記錄以來在澳大利亞附近形成的最強風暴，超過了1989年的氣旋奧森。格溫達一直保持這一記錄，直到2003年它的持续风速被氣旋伊尼戈所超越。.儘管損失很小，但該名稱已從澳大利亞地區熱帶氣旋名稱的循環列表中除名。儘管如此，格溫達仍保持著全球有史以來最強烈的四級气压記錄，但是如果Chris-Damia氣旋真的是一分鐘持续風速（僅測量10分鐘持续風速）的四級热带气旋，那麼它將具有記錄898毫巴成为气压最强的四级热带气旋。